# Мальтийский вариант английского языка
Мальтийский вариант английского языка (MaltE) — постколониальный диалект английского языка, на котором говорят мальтийцы. Мальтийский английский испытал большое влияние мальтийского языка. Он близок к престижным диалектам британского английского, но отличается от них в фонологии и морфосинтаксисе.

## Социолингвистическая информация
Мальтийский находится на переходной стадии от второго к первому языку и проходит процесс нативизации. В общем английский на Мальте можно разделить на «иностранные» разновидности (к ним относится, например, австралийский) и местный диалект, который называется «мальтийским английским», хотя они образуют континуум, на полюсах которого находятся британское нормативное произношение и непрестижная разновидность местного диалекта. Смешанный англо-мальтийский язык называется Maltenglish.
Более 100 000 англоязычных мальтийцев — эмигранты, но обычно они переезжают в англоязычные страны и перенимают местную разновидность английского, прекращая пользоваться мальтийским диалектом. Благодаря техническому прогрессу многие мальтийцы, живущие за границей, регулярно разговаривают со своими родственниками на Мальте.
На Мальте нет закона, устанавливающего язык преподавания в образовании, Минимальный национальная школьная программа требует, чтобы школы уделяли достаточно внимания как мальтийскому, так и английскому, а также обучали как минимум одному иностранному языку. По мере повышения уровня обучения английский замещает мальтийский в классах, но язык преподавания обычно определяется языком учебника (большинство написано на британском английском, но историю Мальты и мальтийский язык преподают на мальтийском). В частных школах английского значительно больше, вплоть до полного отсутствия мальтийского.
Уровень владения английским коррелирует с распространённостью высшего образования, то есть, среди старшего поколения на английском в основном говорят более богатые, но молодёжь намного чаще учится в вузах и лучше владеет английским. Мальтийским английским владеет более 300 000 человек, что соответствует 88 % населения; он непрерывно передаётся молодому поколению, и, следовательно, ему не угрожает исчезновение, в отличие от многих других диалектов английского. Для большинства мальтийцев английский — второй язык, хотя его изучают с детства; всего 9 % населения сообщает, что английский является основным языком общения у них дома.
Более обеспеченных мальтийцев часто высмеивают за «снобизм», который выражается предпочтением английского мальтийскому для общения, использованием RP-подобного выговора и избеганием особенностей, характерных для мальтийского диалекта. Английский остаётся престижным языком, а мальтийский всё ещё подвергается стигматизации.
Английский широко представлен в медиа: на нём делается вся печатная и видео-реклама, выпускается большинство женских журналов; самые популярные книги это англоязычные бестселлеры. На телевидении итальянского и мальтийского больше, чем английского, но он занимает значительную долю вещания.

## История

Три круга английского Качру, Брадж

Арабы захватили Мальту в 870 году, во время Арабо-византийских войн, и удерживали её до 1091 года, когда на Сицилию и Мальту вторглись норманны. С этого времени Мальту контролировали европейцы, в частности, с 1814 года и до объявления о независимости в 1967 году Мальтой управляла Британская империя. Итальянский язык привезли на Мальту Рыцари Святого Иоанна, правившие ею в 1530−1798 годах. Итальянский оставался распространён среди высшего класса мальтийского общества, а английский распространялся довольно медленно. В 1934 году он стал одним из двух официальных языков, вместе с итальянским, и только тогда мальтийцы стали массово изучать английский.
Мальтийский английский — не переселенческий диалект: он появился из-за необходимости читать английские тексты (но не говорить на нём), что отражается в его особенностях, в частности, spelling pronunciation. Основная сила, влияющая на MaltE, это мальтийский язык, в меньшей степени — итальянский; многое в мальтийском английском взято из английских диалектов «внутреннего круга» (по Качру), в основном британских и американских.
Мальтийский диалект английского плохо описан. Первое его упоминание относится к 1978 году. Не опубликовано ни грамматики, ни толкового словаря, хотя есть несколько мальтийско-британских словарей. Исторически носители считали, что на Мальте говорят на британском диалекте английского, но, по состоянию на 2018 год, мальтийский английский получает известность как признак мальтийской идентичности.

## Фонология

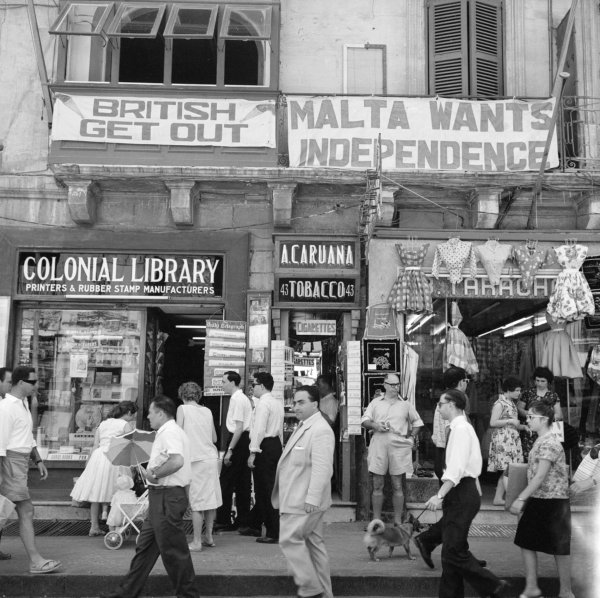
Магазины с плакатами на английском против Великобритании и за независимость. Валетта

Описания фонологии MaltE обычно отталкиваются от британского нормативного произношения, поскольку оно всегда было экзонормативным для мальтийского английского.

### Согласные
Как и во многих других ESL-диалектах, в мальтийском имеется явная тенденция всегда оглушать финаль слога и оканчивающие слово шумные согласные: слово lobster произносится [lɒpstə], а mug — [mʌk]. Это явление можно объяснить контактом с мальтийским, в котором тоже есть такая особенность. Присутствует и озвончение: в некоторых словах фонема /s/ превращается в [z] в позиции между гласными или сонорными согласными, как в мальтийских и итальянских когнатах: basically произносится как [ˈbeɪzɪkəli]. Иногда причиной этого является гиперкорректность: based часто звучит как [beɪzd].
Веляризованный переднеязычный латеральный аппроксимант («тёмный /l/») редок даже в позициях, где он ожидается в BrE: hill в британском произносится как [hɪɫ], но мальтийцы произносят его как [hɪl].
Тенденция использовать spelling pronunciation ярко проявляется в выговаривании диграфа ng как /ŋɡ/, что напоминает диалекты севера Британии. Слова типа ringing могут звучать как [rɪŋgɪŋg]. Такое произношение наиболее вероятно в конце слова, если следующее слово начинается с гласного звука, либо перед паузой; перед согласными оно встречается редко, а в конце слова — немного чаще. Ng реже произносят как /ŋɡ/ в словах, проходящих грамматикализацию, таких как going.
Обычные аллофоны /r/ — трель [r], одноударный альвеолярный [ɾ], ретрофлексный аппроксимант [ɻ] и постальвеолярный аппроксимант [ɹ]; они находятся в почти свободной вариации: большинство говорящих предпочитает аппроксиманты, а трели использует гораздо реже, хотя в речи мужчин трели встречаются чаще, но у женщин они почти отсутствуют.
Мальтийский диалект английского можно охарактеризовать как ротический, хотя фонема /r/ часто опускается, если за ней не следует гласный. В то же время ротацизм зависит от социального класса: в исследовании говорящих, у части которых английский был первым языком, и мальтийско-английских билингв, /r/ в позиции перед гласным опускается в 80 % случаев, за исключением сокращённых форм you’re, we’re и they’re, причём ротическая форма используется для избежания омонимии со словами «your», «were», «there» и «their». В то же время в исследовании людей, изучавших английский как второй язык, картина была обратной: в 80 % случаев /r/ произносилась в позиции не перед гласным.
Зубные фрикативы /θ/ и /ð/ обычно произносятся как альвео-зубные, но их воспринимают как альвеолярные и иногда произносят с более отодвинутым кончиком языка, то есть, как [s] и [z]. Th-stopping встречается в престижных вариантах, но редко; в непрестижных оно весьма обычно, причём [t] произносится с сильной аспирацией.

### Гласные
Благодаря богатству инвентаря гласных в мальтийском языке полные гласные MaltE в целом близки BrE.
В мальтийском нет звука шва, поэтому в местном диалекте английского шва в словах типа comma обычно реализуется как [ə~ɐ], а в словах типа support — как [ə~ɔ]; это качество ещё более явно из-за тенденции не сокращать и не менять качество гласных в безударных и кратких слогах. В то же время в конец слов, оканчивающихся на взрывные согласные и аффрикаты, часто вставляется шва: stop [ˈstɔpʰə].
Гласный TRAP /æ/ не входит в систему гласных мальтийского английского; его заменяет либо [ɐ], либо [ɛ].
Мальтийские фонемы /ɪ/ и /ʊ/ имеют более периферийную артикуляцию (менее централизованы), чем соответствующие гласные RP, а долгие парные к ним звуки ещё более периферийны, более напряжённые и реже произносятся как дифтонгоиды, чем в RP.
Говорящие на мальтийском английском обычно вставляют [ɪ] перед /l/, /n/ и /m/, если в британском соответствующий согласный часто становится слогообразующим: BrE [ˈbɒtᵊɫ] — MaltE [ˈbɒtɪl]; безударный гласный, стоящий перед этими согласными, часто меняется на [ɪ]: bottom [ˈbɒtɪm].
Гласные BATH и PALM оба произносятся /a(ː)/, что обычно реализуется как [ɐ(ː)]; звук /l/ в словах типа calm часто не опускается, особенно в низкопрестижных диалектах.
Гласный FACE /eɪ/ реализуется как [ɛi] и иногда монофтонгизируется в [ɛ(ː)] или [e(ː)].
Гласный GOAT произносится в мальтийском английском как [ɔʊ] ([əʊ] в RP) и может монофтонгизироваться в [o(ː)] или [ɔ(ː)].
Большинство остальных неэризованных гласных очень близки к RP:
- THOUGHT [ɔː],
- PRICE [ɐɪ], MOUTH [ɐʊ] и CHOICE [ɔɪ] ([aɪ], [aʊ] и [ɔɪ] в RP),
- HAPPY [i(ː)], никогда не [ɪ],
- DRESS [e~ɛ̝],
- LOT [ɔ] ([ɒ] в RP),
- STRUT [ɐ], может сливаться с TRAP, PALM, START или BATH.

#### Эризованные гласные[англ.]
Гласные BIRD, NURSE и FATHER реализуются как [ɛr] в речи носителей ротического диалекта и как [ɜː] в престижном диалекте. Престижные диалекты с ротацизмом включают либо эризованный шва, либо сочетания шва и /r/.
Гласные NORTH и FORCE слились (horse-hoarse merger).
У носителей неротического диалекта реализация START варьирует в пределах [ɐ~ɐː], а в ротических диалектах говорящие добавляют после гласного один из аллофонов /r/. То же происходит и с гласным NORTH: [ɔ~ɔː] и добавлением /r/ в ротических диалектах.
Гласные NEAR [ɪ(ə~ɐ)r], SQUARE [ɛ(ə~ɐ)r] и CURE [ʊ(ə~ɐ)r] звучат одинаково в ротических и неротических диалектах, но в начале реализации звуков NEAR и CURE они произносятся более напряжённо, чем в RP.
Трифтонги RP (к примеру, в словах tower и tire) реализуются как [ɐʊɛr] и [ɐɪɛr] в ротических диалектах, [ɐʊɐ] и [ɐɪɐ] в неротических; они почти никогда не превращаются в дифтонги или монофтонги.

### Супрасегментальные особенности
Слабые и редуцированные формы менее редуцированы в мальтийском диалекте по сравнению с RP и AmE: безударные гласные меньше сокращаются и почти не изменяются качественно; в речи меньше слабых форм вспомогательных глаголов и сокращений (we’re). Вдобавок говорящие часто вставляют гортанную смычку в начало и конец слов, что предотвращает льезон (добавление /j/ или /w/ во фразах типа he is или go around).
Из-за всего вышеперечисленного мальтийский английский звучит более изохронно, чем RP, напоминая английский с итальянским акцентом, особенно у говорящих на непрестижных разновидностях языка.
Ударение часто перемещается на следующий слог, если в RP оно находится на любом слоге кроме последнего: centimetre произносится как cen.ti.'me.tre; слова, оканчивающиеся на -ism произносятся с ударением на последний тяжёлый слог: cri.ti.'cism.
Характерными интонационными паттернами мальтийского английского являются повышение интонации в конце фразы в общих вопросах и вопросительных предложениях, включая вопросы, замаскированные под утверждения; в RP в этих случаях используется понижающаяся интонация или повышающеся-понижающаяся. То же характерно для утвердительных и побудительных высказываний.

## Морфосинтаксис

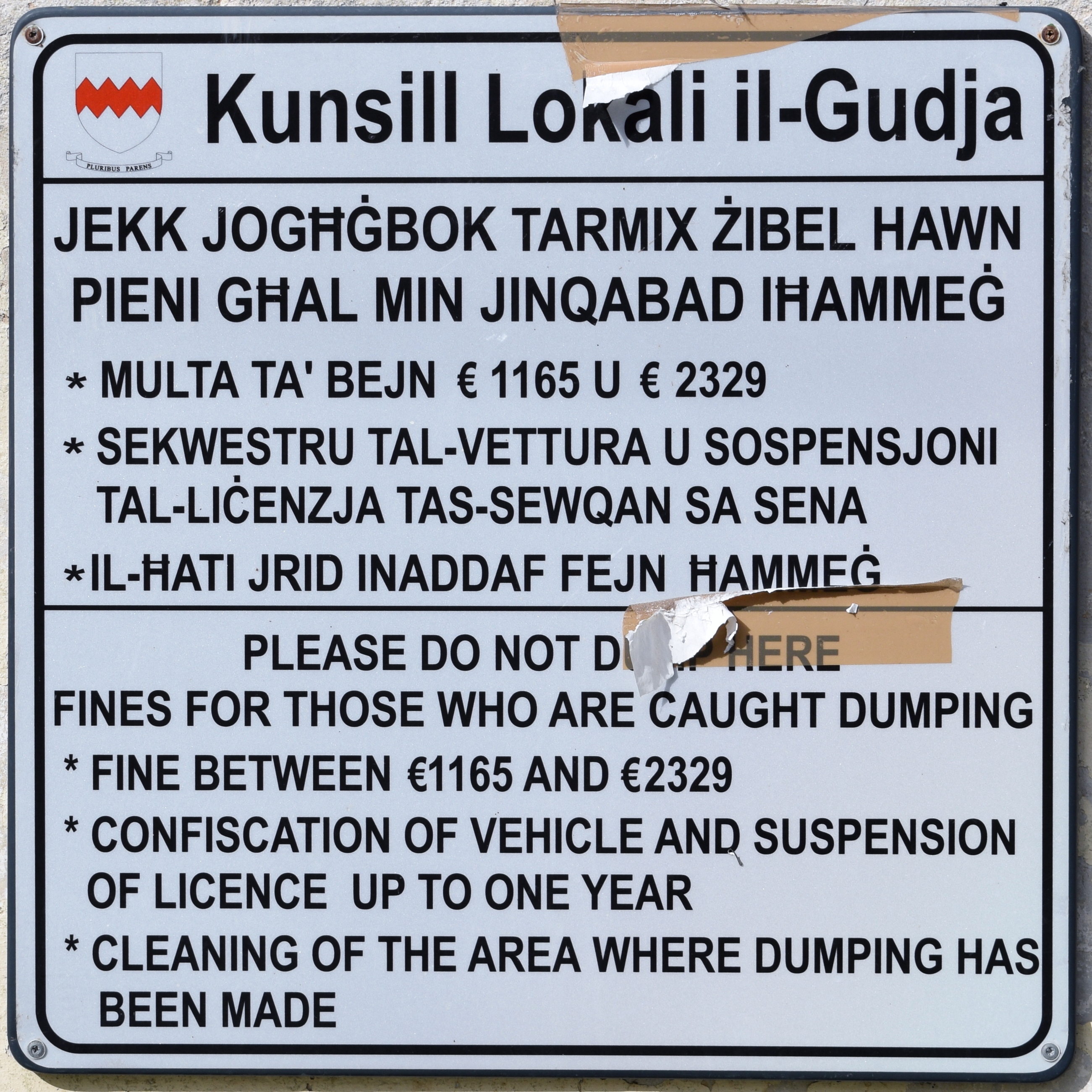
Двуязычная табличка на мальтийском и английском

С точки зрения морфосинтаксиса, у мальтийского есть четыре особенности: особая конструкция с глаголом want, конечное but, удаление артикля the и особое использование длительного вида.
В мальтийском встречается особая волеизъявительная конструкция с глаголом to want: придаточное предложение начинается с подлежащего, выраженного местоимением, а оба глагола стоят в финитной форме. Эта конструкция обычно встречается в вопросах и предложениях; она значительно более частотна в разговорной речи. Она скорее всего была заимствована из мальтийского языка, хотя там матричная клауза может иметь маркер времени, а подлежащие двух клауз могут ссылаться на одно и то же существительное.
- MaltE: Do you want I stand over there?
- BrE: Do you want me to stand over there?
- Хочешь, чтобы я встала вот там?

Ещё одна заимствованная из мальтийского конструкция — стоящее в конце предложения слово but, которое синонимично though (впрочем); такая же есть и в мальтийском, и в итальянском. Она также реже встречается на письме.
- MaltE: I like this painting, I prefer the other one, but.
- BrE: I like this painting, I prefer the other one though.
- Мне нравится эта картина, впрочем, я предпочитаю вторую.

Часто встречаются вопросы без вспомогательного do, в том числе с особой волеизъявительной конструкцией: 
- MaltE: You want I buy a drink for you?
- BrE: Do you want me to buy a drink for you?
- Хочешь, я куплю тебе попить?

Артикль the может употребляться в квазилокативных конструкциях типа learn at the school («учить в школе»), но его часто опускают перед названиями профессий (dean, «декан»), прилагательными, называющими языки (Albanian language, «албанский язык») и государственными институтами (cabinet, «кабинет» [министров]), особенно если человек или организация хорошо известны и чётко определены. Во всех диалектах английского определённый артикль нередко пропускают, но в корпусе International Corpus of English только в мальтийском зафиксировано употребление слова cabinet без артикля.

### Длительный вид
Использование длительного вида глаголов в мальтийском в целом похоже на британский английской, но модальные глаголы и некоторые стативные глаголы чаще встречаются в длительной форме.
- …the winding roads that we are having it’s quite expensive yeah.
- …с нашими петляющими дорогами, которые у нас тут, это довольно дорого, да

Длительный вид может встречаться и в конструкциях с хабитуалисом: every month we are gathering all this data… («каждый месяц мы собираем все эти данные», вместо we gather)
В MaltE имеется итеративная конструкция, похожая на мальтийскую: stay + глагол + -ing: we don’t want to stay changing currency («мы не хотим продолжать менять деньги», вместо to keep changing).
С другой стороны, использование длительного вида глаголов редко отражает предпочтение, как в британском и американском английском.
В работе Bonnici et al. (2012) обнаружено, что квотативная конструкция be like («говорит, типа») распространяется среди носителей MaltE, но только тех, кому меньше 35 лет. В мальтийском английском есть своя квотативная конструкция с глаголом tell.
- She told me, "Go and buy the milk"
- Она мне сказала, «пойди купи молока»

### Other features
В мальтийском английском есть много особенностей, характерных для ESL-диалектов: непоследовательное маркирование глагольных форм третьего лица единственного числа (she go, «она идёт» вместо she goes; Maltese people who tries to show off, «мальтийцы, которые пытаются выпендриваться» вместо who try to), замещение перфектных форм простым прошедшим временем (I live here since 1999, «я живу здесь с 1999 года», вместо I have been living), двойное маркирование сравнений (more better, «более лучше»), и так далее etc.
Мальтийский английский более топиковый, чем диалекты «внутреннего круга».
- Maltese English, I do not use a lot.
- Мальтийский английский я не очень часто использую

## Дискурсивные маркеры
Дискурсивный маркер eh (/ɛɪ/ в престижных вариантах и /ɛ~ɛː/ в остальных) используется значительно чаще, чем в любом национальном диалекте английского, возможно, под влиянием похожих слов в итальянском и мальтийском. Другое частое междометие, no, скорее всего пришло из романских языков.
Слово alright? /ɔ(ː)ˈraɪt/ используется как приветствие и в мальтийском, и в местном диалекте английского.
Говорящие на MaltE нередко повторяют слово yes («да») три или даже четыре раза, что распространено в итальянском: si, si, si.
Конструкция even I («даже я») потеряла экспрессивность и означает просто «я тоже».
Фраза first of all («прежде всего», «для начала») стала дискурсивным маркером; её часто используют в при переходе очереди говорить.

## Лексика
В целом в мальтийском английском используется больше британских слов, чем американских (например, nappies встречается чаще, чем diapers), а орфография преимущественно британская, однако молодые мальтийцы чаще используют американизированную орфографию и американские диалектизмы.
Итальянские заимствования и кальки с мальтийского тоже оказывают влияние на этот диалект; к примеру, значение слова pretend благодаря расширилось и получило также смысл «требовать», а слово scope стало означать «цель».

## Комментарии
1. ↑  National Minimum Curriculum
2. ↑  подстраивание произношения слов под орфографию, к примеру, произношение слова thumb с [b] на конце
3. ↑  местный вариант языка, считающийся стандартом не только для говорящих, но и для людей в других странах
4. ↑  произношение /θ/ и /ð/ как [t] и [d]
5. ↑  См. лексический набор[англ.]
6. ↑  Клауза, содержащая в составе подчинённую клаузу